# Cité florale
Cité florale (tj. Květinové město) je malá čtvrť nacházející se v Paříži ve 13. obvodu.

## Historie
Cité florale bylo postaveno v roce 1928 na trojúhelníkovém prostranství na bývalé louce pravidelně zaplavované řekou Bièvre. Tato okolnost znamenala, že v něm nemohly být postaveny budovy. Čtvrť zastavěna malými domky.

## Popis
Cité florale je komplex soukromých budov nacházející se jižně od čtvrti Maison-Blanche, poblíž železnice Petite Ceinture a maršálských bulvárů. V těsné blízkosti se nacházejí silniční okruh, park Montsouris, stadion Charléty a Cité universitaire.
Tato malá čtvrť mezi Rue Boussingault, Rue Auguste-Lançon a Rue Brillat-Savarin tvoří trojúhelníkovou oblast složenou z jednotlivých domů s květinovými zahradami, propojená malými uličkami pojmenovanými po květinách. Podoba této oblasti je neobvyklá, protože je obklopena mnohem modernějšími budovami.

Plánek Cité florale, Paříž.

Každý z domů, které tvoří květinové město, má svou zahradu. Ulice jsou dlážděné, rostou na nich stromy a jsou pojmenované po květinách:
- Rue des Glycines (Sójová)
- Rue des Iris (Kosatcová)
- Rue des Liserons (Svlačcovitá)
- Rue des Orchidées (Orchideová)
- Rue des Volubilis (Povijnicová)
- Square des Mimosas (Mimózové náměstí)

## Přístup
K Cité florale se lze dostat ulicemi Rue Brillat-Savarin a Rue Auguste-Lançon poblíž Place de Rungis.